# Сахлін
Сахлін (араб. الساحلين) — місто в Тунісі у регіоні Сахель. Входить до складу вілаєту Монастір. Станом на 2004 рік тут проживало 15 073 особи.